# 富金 (上奧地利州)
富金（德語： [ˈfʊgɪŋ] ⓘ，2021年前拼作 [fʊkɪŋ]）是奧地利上奧地利州塔尔斯多夫市的村庄、毗鄰德國巴伐利亚州。人口約一百人。

## 村名來歷
據聞，該村落被一個名叫福科（Focko）的巴伐利亞貴族於公元6世紀創建。關於這個村莊最早的文獻記錄是在1070年，記錄顯示該村在建立大概20年後，勳爵成為“Adalpertus de Fucingin”，後來名字的拼寫不斷變化，1070年被稱為“Vucchingen”，1303年被稱為“Fuching”，1532年被稱為“Fugkhing”。
在18世紀的時候變成了“Fucking”，「ing」是古德語的衍生名詞字尾，相當於現代英文的「-ian」，常用於表示「人民」，因此村名的意思是：「福科人民的居住之地」。

## 人口和交通
奥地利人口普查机构“Statistik Austria”在2001年3月15日的普查结果显示当时该村有93人，奧地利的世纪报2005年的报道称该村有104人、32栋房屋。
在Schärding和Eggerding之间有公車服务，该公車的停靠站点包括了Unterfucking（下富金）和Oberfucking（上富金），巴士2302周一到周五每天各一班。

## 名字影响

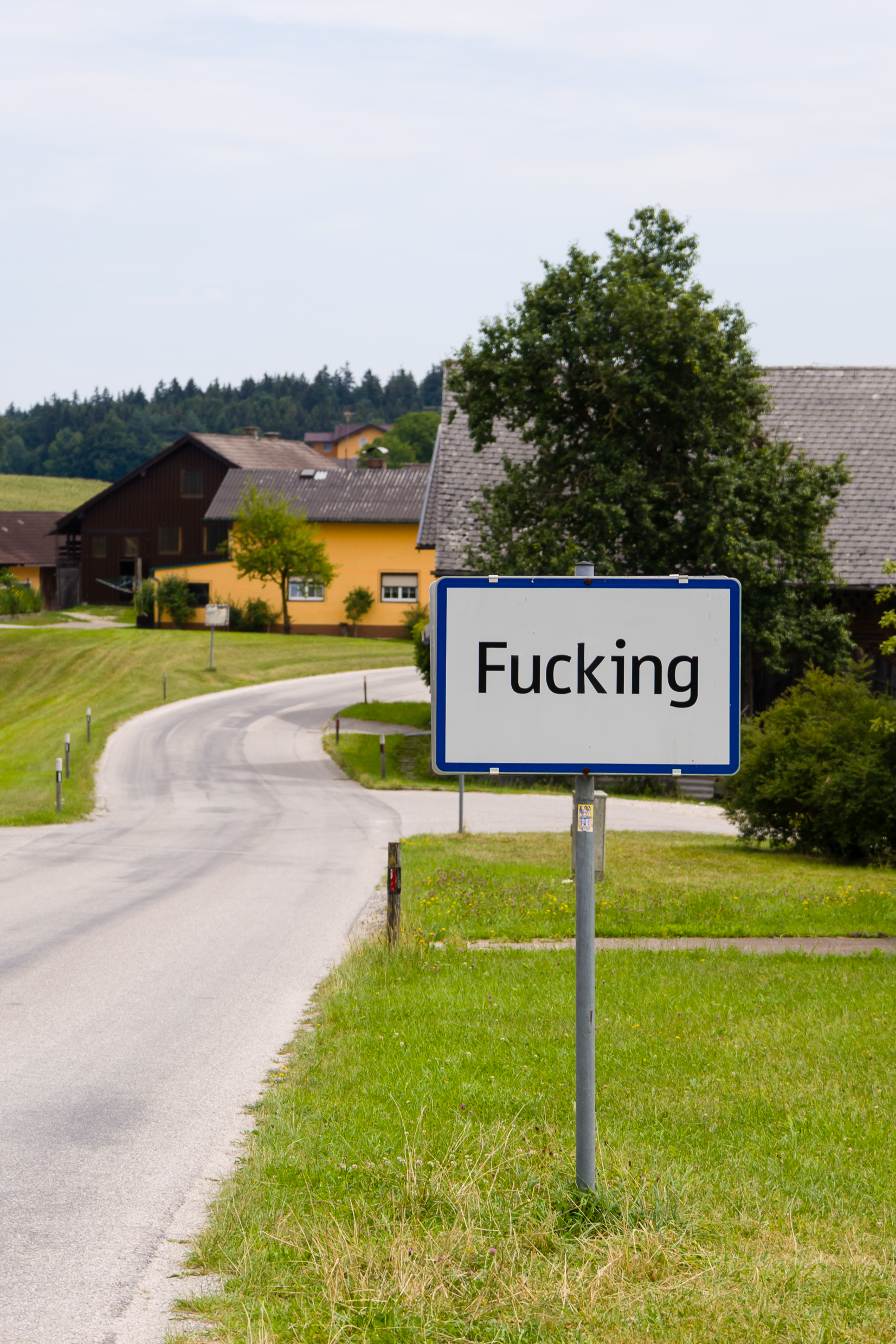
2015年的舊路牌

由於村名之拼寫與英文中常用的髒話相同（Fuck的動名詞形式，意思是性交），往往令人忍俊不禁。雖然德語發音上不會令人有明顯的誤會，但許多奧地利人也清楚在英文中是什麼解釋。
富金村最有名的就是4个带有村名的交通标志，交通標誌上有趣的名字引得了解英语该词含义的遊人停下來拍攝照片。
二战后，奥地利萨尔茨堡的英美士兵得知村名后前来旅行，他们在交通标志旁边摆各种姿势拍照，当时当地居民并没有意识到村名的英语含义而对士兵们的做法感到不解。从此以后，到该村的游客开始增加。

富金村地图

这个村子特别受到英国游客的欢迎，当地导游Lindlbauer说：“德国人想看莫扎特位于萨尔茨堡的房屋，美国人想看《音乐之声》拍摄的地方，日本人想看希特勒的出生地因河畔布劳瑙，但对英国人来说，却是富金村（Fucking），”她回忆起对英国女性游客的解释“我們没有你他媽的明信片（但其實是想說那裡沒有富金村的明信片）”（Just this morning I had to tell an English lady who stopped by that there were no Fucking postcards）。
由於村子的路牌常常被当做纪念品被游客偷走，而替換路牌要花大量资金，加上村名實在令人引起窘態，於是在2004年该村表決是否更改名字，但居民們投票反對這樣做。当地前任村长说：“我们确定保留这个存在了800年的名字，这里的每个人都知道村名的英文含义，但是富金就是富金——它将继续成为富金”。
在2005年8月，路牌改用鋼筋水泥銲接鞏固，防止被竊取。
2009年6月，奥地利富金村宣布计划安装闭路电视系统，以遏制游客在村庄标志性的路牌前进行不适当的性行为。一位当地居民认为，摄像头的存在会让游客在拍照前更加谨慎。旅馆经营者尤尔根·施托尔提出，村庄应利用其独特的名称来吸引游客和增加收入。然而，新任村长表达了不同的观点，他强调：“我们不认为这有趣，我们只是想要宁静。我们没有伤害任何人，我们只是想要平静地生活。”新任村长反对前任村长的看法，希望避免媒体关注，并减少游客对当地居民生活的干扰。
2009年，欧盟的商标局（OHIM）不接受德国一家啤酒公司名为“Fucking Hell”的啤酒商标的注册，随后该公司提起了诉讼，并于2010年3月26日得到商标准许，该啤酒公司声称商标名字来源于奥地利的富金村（Fucking）和德语术语pale lager, hell，意思是淡啤酒。
2012年，從網路文章提到富金村有100個村民在4月17日這一週醞釀著要改名，原本新名稱可能會挑選“Fuking”與“Fugging”之一，之後挑選為“Fugging”。不過，這已經不是第一次富金村民吵著要改名。實際上發現到坐落在黑措根堡的一座小鎮早以“Fugging”為名 。之後被證實該更名事件是謠言。
2020年11月17日，塔爾斯多夫市議會投票通過富金村從更名為，自2021年1月1日起生效。